# Photinus pyralis
Photinus pyralis ist ein Käfer aus der Familie der Leuchtkäfer (Lampyridae). Es handelt sich um die meistverbreitete Leuchtkäferart in Nordamerika.

## Beschreibung
Adulte Tiere erreichen eine Länge von 10 bis 14 mm. Der Thorax ist dunkelbraun, das letzte Segment des Abdomens, der Abschnitt, der leuchtet, ist von hell gelb-grüner Farbe. Die Ränder des Vorderbrust-Segments (Pronotum) sind matt gelb, in dessen Zentrum befindet sich ein dunkler Punkt. Die Art hat zwei Flügelpaare, von denen nur das Männchen das zweite Paar zum Fliegen benutzt. Die Weibchen haben kurze Flügel und fliegen nicht. Die dunkelbraunen Vorderflügel (Elytren) haben einen schmalen gelben Rand. Photinus pyralis gehört zu den Käferarten, bei denen die beiden Geschlechter vollkommen unterschiedlich aussehen (Sexualdimorphismus).

## Lebensweise
Die Männchen lokalisieren weibliche Leuchtkäfer durch eine Serie von Lichtblitzen, auf die die Weibchen mit einem kodierten verzögerten Blitz reagieren.

## Leuchtfähigkeit
Das Luciferin-Luciferase-System von Photinus pyralis ist das am besten untersuchte System zur Erzeugung von Biolumineszenz. Es erreicht die höchste gemessene Quantenausbeute von 0,41 (theoretisches Maximum = 1).

## Name
Der Gattungsname Photinus sollte nicht mit dem der Fangschrecken-Gattung Photina verwechselt werden.